# 祥富镇
祥富镇，是中华人民共和国黑龙江省绥化市海伦市下辖的一个乡镇级行政单位。

## 行政区划
祥富镇下辖以下地区：
农耕村、祥富村、永强村、永耕村、更新村、民兴村、有富村、富源村、新设村、北兴村和兴国村。